# Дурулгуйське сільське поселення
Дурулгу́йське сільське поселення (рос. Дурулгуйское сельское поселение) — сільське поселення у складі Ононського району Забайкальського краю Росії.
Адміністративний центр — село Новий Дурулгуй.

## Історія
Станом на 2002 рік існувала Новодурулгуйська сільська адміністрація (села Новий Дурулгуй, Старий Дурулгуй).

## Населення
Населення сільського поселення становить 837 осіб (2019; 982 у 2010, 1197 у 2002).

## Склад
До складу сільського поселення входять:
| Населений пункт       | Населення, осіб (2002) | Населення, осіб (2010) |
| --------------------- | ---------------------- | ---------------------- |
| Новий Дурулгуй, село  | 1013                   | 828                    |
| Старий Дурулгуй, село | 184                    | 154                    |